# Sergentomyia formica
Sergentomyia formica är en tvåvingeart som beskrevs av Davidson 1987. Sergentomyia formica ingår i släktet Sergentomyia och familjen fjärilsmyggor.
Artens utbredningsområde är Namibia. Inga underarter finns listade i Catalogue of Life.